# Clint Howard

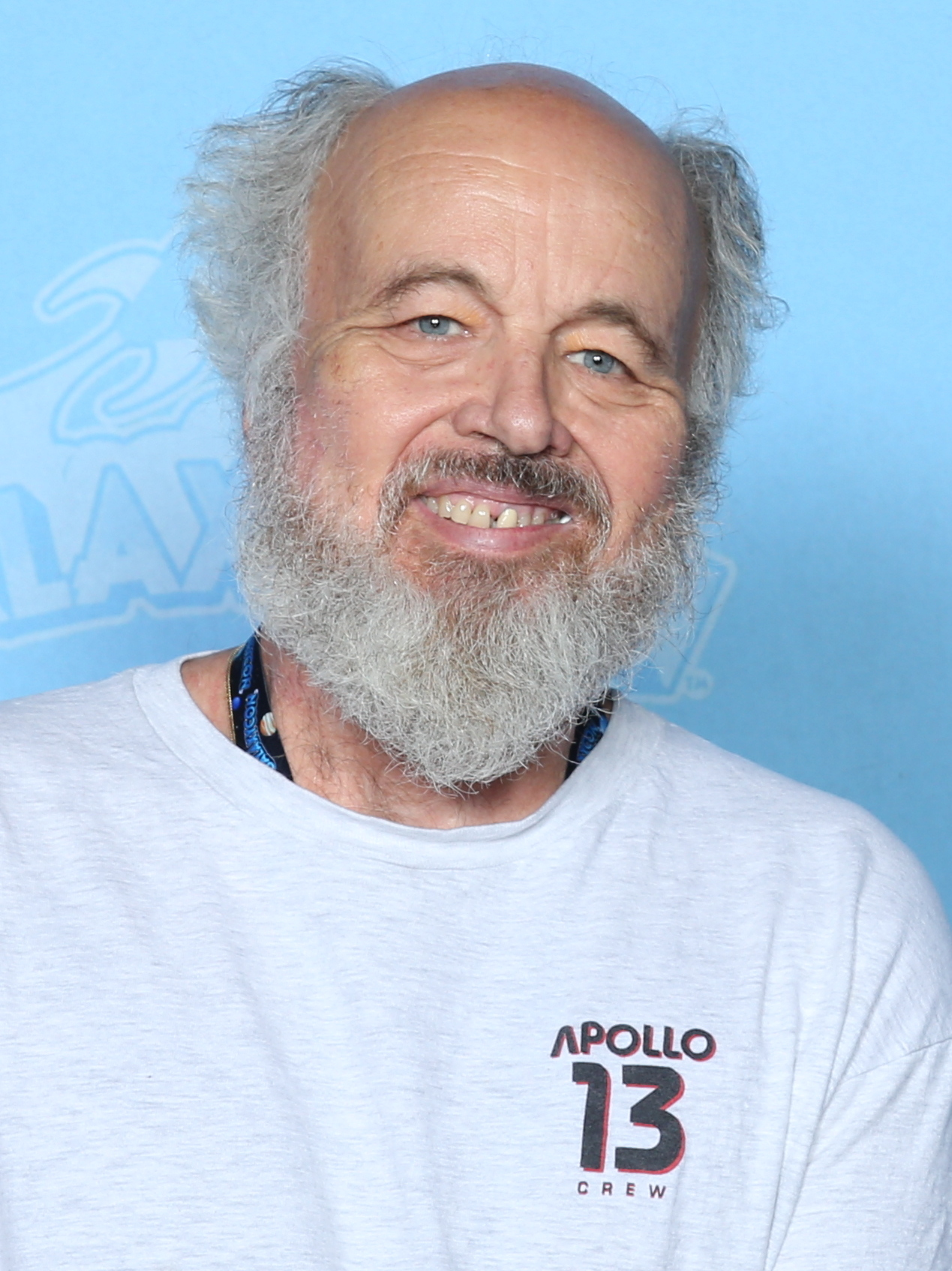
Clint Howard (2022)

Clinton Engle „Clint“ Howard (* 20. April 1959 in Burbank, Kalifornien) ist ein US-amerikanischer Schauspieler und jüngerer Bruder des Regisseurs und Schauspielers Ron Howard.

## Leben
Clint Howards Eltern, Rance Howard und Jean Speegle Howard, waren Film- und Fernsehschauspieler und sorgten dafür, dass ihre Kinder in zahlreichen Film- und Fernsehproduktionen eingesetzt wurden. So tauchte Howard bereits als Kind in der Andy Griffith Show auf, spielte Gastrollen in Bonanza, Unser trautes Heim, Mein Freund Ben und ist in der Episode Pokerspiele der Serie Raumschiff Enterprise als Balok zu sehen. Als Jugendlicher war er z. B. in Die Straßen von San Francisco, Die Leute von der Shiloh Ranch und, zusammen mit seinem Bruder Ron Howard, in der Serie Happy Days zu sehen. Auch später spielte Clint Howard Gastrollen in Produktionen, bei denen sein Bruder Regie führte.
Er ist einer der meist beschäftigten Nebendarsteller in Hollywood und war vor allem in Fernsehserien und B-Filmen, aber auch in Spielfilmen wie Cocoon, Tango & Cash, Backdraft – Männer, die durchs Feuer gehen, Apollo 13, Der Grinch und in allen Austin-Powers-Filmen zu sehen. Wegen seines außergewöhnlichen Aussehens und seiner geringen Körpergröße von 1,66 m verkörpert er eher ungewöhnliche, „schräge“ Charaktere. Für seine Rollen erhielt er im Jahr 1998 den MTV Movie Award für sein Lebenswerk. Howard ist einer der wenigen Schauspieler, die sowohl in der originalen Star-Trek-Serie, als auch in den Nachfolgeserien Star Trek: Deep Space Nine, Star Trek: Enterprise, Star Trek: Discovery sowie Star Trek: Strange New Worlds mitwirkten.
Howard war zweimal verheiratet. Nach seiner ersten Ehe, die von 1986 bis 1987 hielt, war er seit 1995 mit Melanie Howard verheiratet; 2017 reichte er die Scheidung ein, die 2020 vollzogen wurde. Sie haben keine Kinder.

## Filmografie (Auswahl)
- 1963: Vater ist nicht verheiratet (The Courtship of Eddie’s Father)
- 1964–1965: Schiff ahoi – Von Seebären und Landratten (The Baileys of Balboa, Fernsehserie, 26 Episoden)
- 1965: Bonanza (Fernsehserie, Episode 7x14)
- 1966: Raumschiff Enterprise (Fernsehserie, Episode 1x10)
- 1967: Das Dschungelbuch (The Jungle Book, Stimme)
- 1967–1969: Mein Freund Ben (Fernsehserie, 56 Episoden)
- 1970: Rauhes Land (The Wild Country)
- 1973: Das letzte Wort hat Tilby (The Red Pony)
- 1973: Mein Freund Salty (Salty)
- 1973–1974: Die Straßen von San Francisco (The Streets of San Francisco, Fernsehserie, 2 Episoden)
- 1977: Gib Gas… und laßt euch nicht erwischen (Grand Theft Auto)
- 1977: Ich hab’ dir nie einen Rosengarten versprochen (I Never Promised You a Rose Garden)
- 1979: Rock ’n’ Roll Highschool
- 1981: Teufelsschrei (Evilspeak)
- 1982: Nightshift – Das Leichenhaus flippt völlig aus (Night Shift)
- 1984: Splash – Eine Jungfrau am Haken (Splash)
- 1985: Cocoon
- 1986: Gung Ho
- 1986: Interceptor (The Wraith)
- 1987: Mit Volldampf nach Chicago (End of the Line)
- 1989: Eine Wahnsinnsfamilie (Parenthood)
- 1989: Tango & Cash
- 1989: Zweimal Rom und zurück (Little White Lies)
- 1990: Welcome to Hell (Silent Night, Deadly Night 4: Initiation)
- 1991: Backdraft – Männer, die durchs Feuer gehen (Backdraft)
- 1991: Rocketeer (The Rocketeer)
- 1992: In einem fernen Land (Far and Away)
- 1992: Seinfeld (Fernsehserie, Episode 4x02)
- 1993: Space Rangers (Fernsehminiserie)
- 1993: C2 – Killerinsekt (Ticks)
- 1994: Schlagzeilen (The Paper)
- 1994: Leprechaun 2
- 1995: Eine schrecklich nette Familie (Fernsehserie, Episode 9x21)
- 1995: Ice Cream Man
- 1995: Apollo 13
- 1995: Vergiß Paris (Forget Paris)
- 1995: Star Trek: Deep Space Nine (Fernsehserie, Episode 3x12)
- 1996: Barb Wire
- 1996: Ein Licht in meinem Herzen (Unhook the Stars)
- 1998: Steel Train (Con Train) (Evasive Action)
- 1998: Waterboy – Der Typ mit dem Wasserschaden (The Waterboy)
- 1998: Im Zwielicht (Twilight)
- 1999: EDtv
- 1999: Austin Powers – Spion in geheimer Missionarsstellung (Austin Powers: The Spy Who Shagged Me)
- 2000: Little Nicky – Satan Junior (Little Nicky)
- 2000: Der Grinch (How the Grinch Stole Christmas)
- 2002: Star Trek: Enterprise (Fernsehserie, Episode 1x19)
- 2002: Heart of America
- 2003: House of the Dead
- 2003: Beethoven auf Schatzsuche (Beethoven’s 5th)
- 2006–2008: My Name Is Earl (Fernsehserie, zwei Episoden)
- 2007: Halloween
- 2008: Frost/Nixon
- 2009: Play the Game
- 2009: Alabama Moon – Abenteuer Leben (Alabama Moon)
- 2010: Bloodrayne: The Third Reich
- 2011: Dickste Freunde (The Dilemma)
- 2011: Blubberella
- 2013: Nennt mich verrückt! (Call Me Crazy: A Five Film, Fernsehfilm)
- 2013: Sparks – The Origin of Ian Sparks (Sparks)
- 2014: Sand Castles
- 2014: Balls Out
- 2017: Mad Families
- 2018: Star Trek: Discovery (Fernsehserie, Episode 1x15)
- 2018: Solo: A Star Wars Story
- 2019: 3 from Hell
- 2023: The Old Way
- 2023: Star Trek: Strange New Worlds (Fernsehserie, Episode 2x8)
- 2024: Terrifier 3